# Antoni Parietti Coll
Antoni Parietti Coll (Palma, 1899–1979). Enginyer de camins i dinamitzador cultural.
Estudia el batxillerat a l'Institut de Palma amb la promoció d'alumnes del 1909-1915. Va formar part dels Exploradors Mallorquins (1913), Es titula (1923) a l'Escola d'Enginyers de Camins, Canals i Ports (Madrid). Tot seguit va ser contractat (1923) com a cap de vies i obres per la Diputació Provincial de les Balears. El 1959 va ser nomenat cap d'Obres Públiques de les Balears. Projectà les noves carreteres de Cura, Port de Pollença-Formentor (1925), que va permetre a Adan Diehl construir l'hotel, i sa Calobra (1933), de gran interès turístic. També és seu el projecte del mirador des Colomer. Projectà la urbanització de Santa Ponça, la primera fase de la qual dirigí. Va ser el president del Reial Club Esportiu Alfons XIII (1930-1931), el Foment del Turisme de Mallorca (1965-1969) i el Cercle de Belles Arts (1940-1978). Formà part dels grups fundadors del Cercle de Belles Arts i de l'Orquestra Simfònica de Palma (1946). Va signar la Resposta als catalans (1936).

## El funicular del Puig Major
Un dels grans somnis d'Antoni Parietti va ser fer accessible el Puig Major per mitjà d'un funicular aeri que unís Cals Reis, el punt on s'iniciava la carretera de sa Calobra, i un punt prop del cim a 1.400 metres d'altura. L'objectiu era construir al Puig Major un observatori astronòmic, instal·lacions per a esports de neu i un restaurant. El projecte es va presentar el 1934 al Teatre Principal. El juny de 1936 començaren les obres de la plataforma inferior, que quedaren interrompudes un mes més tard per l'esclat de la Guerra Civil. El 1939 Parietti va intentar reiniciar el projecte amb la firma alemanya Bleichord-Zueg, col·laboració que va interrompre el començament de la Segona Guerra Mundial. A la dècada dels cinquanta va aconseguir permís per construir una carretera de peatge, però el 1953 el tractat entre el Govern de Franco i els Estats Units sobre instal·lacions de bases militars a Espanya va convertir el cim del Puig Major en una base americana de radars que el 1963 passà a ser conjunta. L'exèrcit espanyol va aprofitar el projecte de Parietti per construir l'actual carretera fins a les instal·lacions militars.